# 씬 레드 라인
《씬 레드 라인》(영어: The Thin Red Line)은 1998년 미국의 전쟁 영화이다. 제임스 존스의 동명 소설을 원작으로 테런스 맬릭 감독이 각색하고 연출했다. 1942년 과달카날 전투 당시 미 제25 보병사단 병사들을 다룬 이야기이다. 숀 펜, 짐 커비즐, 엘리어스 코티스, 닉 놀티, 벤 채플린 등 쟁쟁한 배우들이 출연하였다. 흥행은 그다지 좋지 못했지만 평가는 긍정적이었다. 아카데미 시상식에서 작품상, 감독상, 각색상, 촬영상, 편집상, 음악상, 음향효과상에 후보로 올랐으나 단 한 개도 수상하지 못했다.

## 줄거리
미국 위트 이등병은 1942년 자신의 부대를 탈영하여 남태평양의 자유분방한 멜라네시아 원주민들 사이에서 살고 있다. 그는 자신의 중대 소속 하사 웨일시에 의해 발견되어 군용 수송선에 투옥된다. 위트는 부대에 재합류가 허용되지 않고, 다가오는 작전에서 들것 운반병으로 징벌적으로 배정된다.
미국 제25보병사단 제27보병연대 제1대대 C중대원들은 헨더슨 비행장을 확보하고 일본군으로부터 섬을 점령하며, 오스트레일리아로 가는 길을 차단하기 위한 작전에 증원군으로 과달카날섬에 도착했다. C중대는 제임스 스타로스 대위가 지휘한다. 해군 수송선 선창에서 기다리면서 그들은 자신들의 삶과 다가오는 침공을 숙고한다.
중대는 과달카날에 아무런 저항 없이 상륙한다. 그들은 섬 내륙으로 행군하며, 도중에 원주민들과 일본군의 지속적인 존재의 흔적을 발견한다. 중대는 곧 자신들의 목표인 210고지, 즉 핵심 적진을 발견한다.
공격은 다음날 새벽에 시작된다. 찰리 중대는 언덕을 돌격하지만, 즉시 강력한 기관총 사격에 의해 격퇴된다. 한 무리인 케크 병장이 이끄는 분대는 적의 사격으로부터 안전한 작은 언덕 뒤에 숨어 "증원군을 기다린다". 그들이 총격을 받자 케크는 벨트에 있는 수류탄을 잡다가 실수로 안전핀을 뽑고, 자신이 폭발로 인해 유일하게 사망하도록 수류탄 위로 몸을 던진다. 다른 지점에서 웨일스 병장은 죽어가는 병사를 구하려 하지만, 그에게 고통을 덜어줄 충분한 모르핀만을 제공한다.
고든 톨 중령은 야전 전화를 통해 스타로스에게 어떤 대가를 치르더라도 정면 공격으로 벙커를 점령하라고 명령한다. 스타로스는 그가 자살 임무라고 보는 것에 부하들을 투입하지 않겠다고 말하며 주저한다. 한편 벨 이등병은 은밀히 혼자 언덕 정상을 정찰하고 일본군 요새를 평가한다.
스타로스가 명령에 불복종하는 것에 격분한 톨은 대대 작전 장교인 존 개프 대위와 동행하여 찰리 중대 위치로 향한다. 그들이 도착했을 때, 일본군의 저항이 약해진 것처럼 보였고, 스타로스에 대한 톨의 평가는 확고해진다. 벨의 일본군 진지 정찰에 대한 보고를 받은 후 톨은 벙커를 점령하기 위해 소규모 병력을 측면 기동시키는 것을 제안한다. 이 임무에 자원한 병사들 중에는 위트 이등병, 돌 이등병, 벨 이등병이 포함된다. 개프 대위는 분대 지휘를 맡고, 그들은 벙커를 향해 언덕을 올라간다. 치열한 전투가 벌어지지만, 결국 미군이 승리하고 고지를 점령한다.
그들의 노력에 대해 병사들은 일주일간의 휴가를 받지만, 전투의 휴식에서 거의 기쁨을 찾지 못한다. 중대가 야영하는 동안 스타로스는 톨에 의해 지휘권을 해제되는데, 톨은 그가 전투의 압력에 너무 무르다고 판단하여 워싱턴 D.C.의 JAG 군단에서 변호사로 재배치 신청을 하라고 제안한다. 이 기간 동안 벨은 아내로부터 편지를 받는데, 그녀가 다른 남자와 사랑에 빠져 이혼을 원한다는 내용이었다. 한편 위트는 일부 지역 주민들을 만나는데, 그들이 외부인들에게 멀어지고 불신하게 되었으며, 서로 정기적으로 다투는 것을 알아차린다.
중대는 밴드 중위의 지휘 아래 강을 따라 정찰에 나선다. 위트는 상등병 파이프, 쿰스 이등병과 함께 강 위로 정찰을 나갔다가 전진하는 일본군 부대와 마주친다. 그들이 후퇴하려 할 때 쿰스가 부상을 입는다. 위트는 파이프에게 시간을 벌어주기 위해 일본군을 유인하지만, 위트는 그들의 한 분대에 의해 포위된다. 일본군은 위트에게 항복을 요구하지만, 그는 소총을 들어올리고 살해된다. 그의 시신은 눈에 띄게 슬퍼하는 웨일스 병장을 포함한 그의 분대원들에 의해 매장된다. 중대는 곧 새 지휘관인 보시 대위를 맞이한다. 그들은 임무에서 해제되어 대기 중인 LCT로 과달카날에서 철수한다.

## 출연진
- 짐 커비즐 - 로버트 윗 일병
- 숀 펜 - 에드워드 웰시 일등상사
- 엘리아스 코티스 - 제임스 "버거" 스타로스
- 벤 채플린 - 잭 벨
- 닉 놀티 - 고든 톨
- 대시 미호크 - 돈 돌
- 존 큐잭 - 존 개프
- 에이드리언 브로디 - 제프리 파이프
- 존 C. 라일리 - 메이너드 스톰
- 우디 해럴슨 - 윌리엄 켁
- 미란다 오토 - 마티 벨
- 자레드 레토 - 윌리엄 화이트
- 존 트래볼타 - 데이비드 퀸타드
- 조지 클루니 - 찰스 보시
- 닉 스탈 - 에드워드 비드
- 토머스 제인 - 제이슨 애시
- 존 새비지 - 존 매크론
- 존 디 스미스 - 에드워드 P. 트레인
- 커크 아서베이도 - 알프레도 테야
- 페니 앨런 - 윗 부인
- 마크 분 주니어 - 크리스토퍼 필
- 아리 버빈 - 찰리 데일
- 맷 도런 - 하워드 쿰스
- 폴 글리슨 - 조지 "브래스" 밴드
- 돈 하비 - 폴 베커
- 대니 호크 - 리어나도 카니
- 팀 블레이크 넬슨 - 브라이언 틸스
- 래리 로마노 - 프랭크 마치

## 한국어 더빙 성우진(MBC)
- 이완호 - 톨 중령 (닉 놀테)
- 신성호 - 웰쉬 상사 (숀 펜)
- 권혁수 - 스타러스 대위 (엘리아스 코티스)
- 구자형 - 위트 이병 (짐 커비즐)
- 손원일 - 벨 이병 (벤 채플린)
- 박지훈 - 퀸타드 (존 트래볼타) / 켁 하사 (우디 해럴슨) / 바쉬 (조지 클루니)
- 안지환 - 개프 (존 큐잭) / 에드워드 P. 트레인 (존 디 스미스)
- 이종혁 - 매크런 (존 새비지)
- 김호성 - 파이프 (에이드리언 브로디)
- 이철용 - 스톰 (존 C. 라일리)
- 송준석
- 최한
- 표영재
- 문남숙
- 방성준
- 이원찬
- 정재헌